# Georges Sorel
Georges Sorel, född 2 november 1847 i Cherbourg, död 29 augusti 1922 i Boulogne-Billancourt, var en fransk filosof och politisk teoretiker. Sorel är kanske mest känd för sina teoretiska skrifter om den revolutionära syndikalismen. Senare har Sorel genom sina korporativistiskt färgade idéer och sin tro på våldet som politisk metod utövat ett indirekt inflytande på fascismen.

## Biografi
Sorels politiska författarskap inleddes inte på allvar förrän i 40-årsåldern. Han hade tidigare utbildat sig till civilingenjör. Hans politiska ståndpunkter skiftade kraftigt och ofta; han var under en tid imponerad av de historiska lagar som han ansåg att Karl Marx hade upptäckt och anslöt sig till dennes filosofi. Snart kom han dock att förkasta detta, och satte istället sin tilltro till det parlamentariska systemet. Det var efter denna period han istället blev anhängare av syndikalismen; kapitalismens fördärvande inverkan på människor skulle motverkas genom gräsrotsverksamhet i form av fackföreningar. Det är för denna period han främst är ihågkommen idag och det var även då han författade sitt huvudverk Om våldet (Réflexions sur la violence, 1908). Nordin karakteriserar honom som ”den anarkistiske tänkare som hyllade klasskampen, generalstrejken, våldet och som avvisade varje kompromiss med borgerligheten”. 
Sorel ändrade emellertid snart uppfattning och gjorde en radikal vändning mot den politiska högern. Bortsett från en kort period omkring den ryska revolutionen 1917 förblev Sorels uppfattningar tillhörande högern. Han uttryckte sin uppskattning för Mussolini och dennes fascism och Sorels egen filosofi kom i sin tur att influera fascismen. Hans filosofi och teori har spelat en väsentlig roll för de nationalistiska diktatursträvandena.

## Inflytande på syndikalismen
Angående huruvida Sorel haft något inflytande på syndikalistisk ideologi skriver George Woodcock att Sorel ”stod inte i någon direkt förbindelse med syndikaliströrelsen och erkändes inte av dess teoretiker Pellotier, Pouget, Paraud och Yvetot”.
Även på ledarplats i tidningen Arbetaren behandlas frågan om Sorels inflytande. År 1938 skriver Bengt Hedin att "Sorels inflytande på de syndikalistiska militanterna har varit lika med noll".
I en ledarartikel från 1943 i samma tidning kritiseras Herbert Tingsten med orden "Hr Tingsten må vara en förträfflig vetenskapsman, men beträffande den syndikalistiska rörelsen har han inte imponerat. Han har fått om bakfoten, att syndikalismen skulle vara starkt präglad av inflytande från Sorel."
Slutligen i ytterligare en ledare från 1944 konstateras att "Sorel är icke den franska syndikalismens fader. Han har icke ens påverkat den franska syndikalismen, vars ideologiska källsprång måste sökas i förra århundradets frihetliga socialism. Inom den franska syndikalistiska fackföreningsrörelsen var det knappast någon vid århundradeskiftet och tiden därefter, som kände till Sorel; den kunde därför icke ha blivit påverkad av honom."